# William, princ z Walesu
William, princ z Walesu, celým jménem William Arthur Philip Louis (česky Vilém Artur Filip Ludvík, * 21. června 1982 Londýn), je nejstarší syn krále Karla III. a jeho první manželky princezny Diany. Je následníkem britského trůnu a trůnů dalších čtrnácti nezávislých států, tzv. Commonwealth realms. Je rytířem Podvazkového řádu a vzděláním magistr umění. Působí také jako prezident Anglické fotbalové asociace.
V listopadu 2010 se zasnoubil s Catherine Middletonovou. Jejich svatba se konala 29. dubna 2011 ve Westminsterském opatství.

## Životopis

### Dětství
Narodil se 21. června 1982 v nemocnici Sv. Marie v Paddingtonu v londýnském Westminsteru. Jako syn prince z Walesu (Karla III.) se stal druhým následníkem britského trůnu. Oficiálně byl oslovován „Jeho královská Výsost princ William z Walesu“. Je pojmenován po bratranci prince Charlese princi Williamovi z Gloucesteru, který tragicky zahynul v roce 1972. Ačkoli byl Charles o sedm let mladší, měl s bratrancem velmi blízký vztah. Jako dítě byl William rodiči oslovován Wombat, Camel nebo Wills.
William byl pokřtěn 4. srpna 1982, na 82. narozeniny své prababičky královny matky, arcibiskupem z Canterbury v Buckinghamském paláci. Celkem má šest kmotrů a kmoter, mj. to jsou královnina sestřenice princezna Alexandra nebo bývalý řecký král Konstantin II.
Přes svého dědečka z matčiny strany je William potomkem krále Karla II. Stuarta. Pokud se William stane králem, bude prvním britským panovníkem po královně Anně Stuartovně, který má předky z rodu Stuartovců.
William má mladšího bratra prince Harryho, který se narodil 15. září 1984.
Své první oficiální veřejné vystoupení si odbyl během návštěvy Cardiffu 1. dubna 1991. Po přistání šel se svými rodiči do cardiffské katedrály, kde se po prohlídce podepsal do návštěvní knihy.
Podporuje fotbalový klub Aston Villa FC.

### Smrt matky, princezny Diany
Princova matka princezna Diana zemřela 31. srpna 1997 při automobilové nehodě v Paříži. Její smrt přišla krátce po tom, co Diana strávila s oběma syny prázdniny v jižní Francii. V okamžiku matčina skonu se nacházeli oba princové, William a Harry, spolu s královnou Alžbětou II. a otcem, princem Charlesem, na zámku Balmoral ve Skotsku. Jejich otec je v noci probudil a sdělil jim smutnou zprávu o matčině smrti.
Na matčině pohřbu šel William spolu s dědečkem princem Philipem, otcem, bratrem a strýcem Charlesem hrabětem Spencerem za rakví své matky od Buckinghamského paláce k Westminsterskému opatství.

### Vzdělání
William navštěvoval nezávislé školy v jižní Anglii. Na střední školu chodil, jako většina členů britské královské rodiny, na Eton College, kde studoval zeměpis, biologii, matematiku a dějiny umění na A-level. Byl také fotbalovým kapitánem.
Jako většina mladých Britů si po ukončení studia na Etonu vzal rok přestávky. Stal se členem britské armády a účastnil se cvičení v Belize. Část tohoto roku strávil také v jižním Chile jako dobrovolník organizace Releigh International, která pomáhá mladým lidem najít jejich celý potenciál. Obrázky, jak princ William čistí záchody, obletěly celý svět.
Po roční pauze začal v roce 2001 navštěvovat Univerzitu v St Andrews ve Skotsku. Nejdříve byla jeho oborem historie umění, pak ale přešel na studium zeměpisu. Studium dokončil v roce 2005 a získal titul Master of Arts, nejvyšší stupeň akademického vzdělání, jakého se kdy následníkovi britského trůnu dostalo. Na univerzitě užíval jméno William Wales.

### Zaměstnání pilota
Princ William nejprve pracoval jako pilot záchranné helikoptéry Sea King u britského Královského letectva. V červenci 2015 začal létat jako pilot vrtulníku letecké záchranné služby East Anglian Air Ambulance.

## Oficiální povinnosti
V 21 letech se jako druhý následník trůnu stal státním kancléřem (ten má za úkol zastupovat monarchu, když je v zahraničí). Poprvé takto sloužil, když byla královna na státní návštěvě v Nigérii v roce 2003. V červenci 2005 poprvé reprezentoval královnu, a to jako královnu Nového Zélandu na oslavách konce druhé světové války v tomto členském státě Commonwealthu. Princ je od května 2006 prezidentem Anglické fotbalové asociace. S politikem Davidem Cameronem byl v roce 2010 zapleten do korupčního skandálu FIFA.
Jako mnoho jeho předchůdců se William rozhodl sloužit v britské armádě. Dne 15. prosince 2006 absolvoval Královskou vojenskou akademii Sandhurst. V únoru 2011 se stal plukovníkem Irské gardy.

## Vztah s Catherine Middletonovou
V roce 2005 začala média probírat princův dlouhodobý vztah s jeho přítelkyní Catherine Middletonovou, jeho spolužačkou z univerzity, se kterou se začal stýkat v listopadu nebo prosinci 2003. Catherine nebo také Kate Middletonová navštívila princovo ukončení studia na Královské vojenské akademii dne 15. prosince 2006. To bylo poprvé, co se na nějaké významné akci objevila jako host prince Williama.
Dne 14. dubna 2007 média rozšířila zprávu, že se pár rozešel na prázdninách ve Švýcarsku. V červnu 2007 se ale opět objevili spolu na večírku. V červenci se pak Catherine Middletonová zúčastnila koncertu pro zemřelou princeznu Dianu na stadionu ve Wembley. V srpnu 2007 pak média oznámila, že princ a jeho přítelkyně se usmířili a obnovili svůj vztah. V říjnu společně navštívili Williamova otce a jeho ženu Camillu, vévodkyni z Cornwallu, ve Skotsku.

## Manželství a rodina
V říjnu 2010 se na dovolené v Keni pár zasnoubil. V listopadu byl oznámen sňatek na pátek 29. dubna 2011. Svatba páru se uskutečnila podle plánu pod záštitou královské rodiny a Anglikánské církve v opatství Westminster.
V prosinci 2012 vévodský pár oznámil, že očekává narození prvního potomka. Dne 22. července 2013 se manželům narodil syn George Alexander Louis, který obdržel jako rodilý člen královské rodiny a budoucí následník trůnu titul "princ" a přídomek "z Cambridge" po svých rodičích. V pořadí následnictví britského trůnu a trůnu některých členských států Commonwealthu je princ George druhý. Při návštěvě Nového Zélandu v dubnu 2014 princ William naznačil, že princ George by brzy mohl mít sourozence.
Dne 8. září 2014 oznámil Clarence House, že vévodkyně z Cambridge čeká druhého potomka. Dne 2. května 2015 se manželům narodila holčička. Jmenuje se Charlotte Elizabeth Diana a v pořadí následnictví britského trůnu je třetí.
Dne 4. září 2017 bylo oznámeno, že vévodkyně z Cambridge čeká třetího potomka. 23. dubna 2018 bylo oznámeno, že vévodkyně Catherine porodila chlapce, který ponese titul Jeho královská výsost princ z Cambridge. Jeho tři křestní jména byla oznámena 27. dubna a zní Louis Arthur Charles. Je čtvrtým v pořadí následnictví britského trůnu.

## Tituly a jména

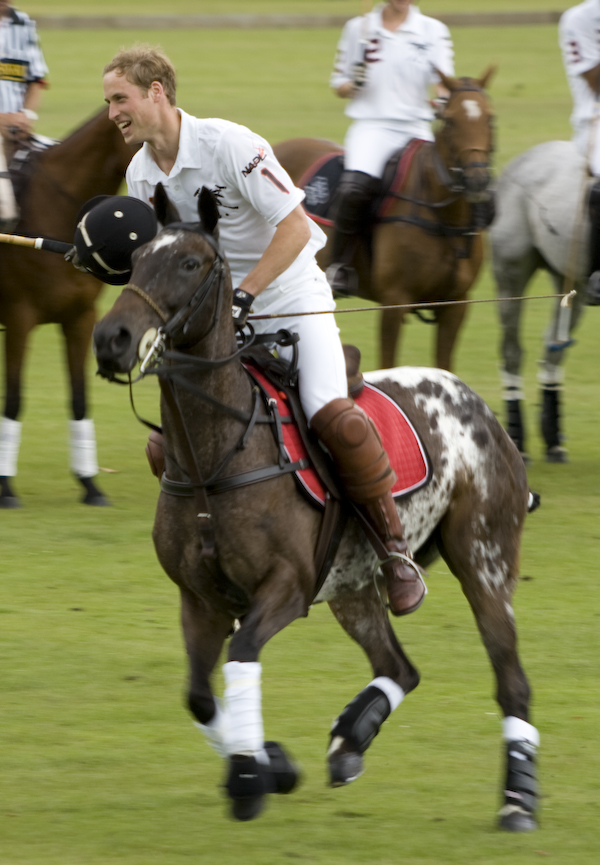
Princ William hraje pólo

### Tituly
- od 21. června 1982 do 29. dubna 2011 – Jeho královská Výsost princ William z Walesu
- od 29. dubna 2011 do 8. září 2022 – Jeho královská Výsost vévoda z Cambridge[12]
- od 8. září 2022 – do 9. září 2022 – Jeho královská Výsost vévoda z Cornwallu a Cambridge [13]
  - ve Skotsku od 8. září 2022 – Jeho královská Výsost vévoda z Rothesay[13]
- od 9. září 2022 – Jeho královská Výsost princ z Walesu[14]

Poté, co se jeho otec princ Charles stal králem, na prince Williama automaticky přešly tituly vévoda z Cornwallu, vévoda z Rothesay, hrabě z Carricku a pán Ostrovů („Ostrovy“ je Hebridy).
Král Karel III. ve svém prvním televizním projevu udělil Wiliamovi titul princ z Walesu (a hrabě z Chesteru) jako prvnímu následníkovi trůnu. Už dříve se o něm příležitostně mluvilo jako o „následníkovi trůnu“ (titul podle některých názorů patřil zároveň otci Charlesovi a synovi Williamovi). Tehdejší královna se v této věci údajně nevyjádřila.

### Příjmení
Princ William příjmení obvykle nepoužívá. Příjmením královské rodiny je Mountbatten-Windsor, to je však primárně určeno potomkům královny Alžběty a prince Philipa bez přímého nároku na trůn, kterým nepřísluší oslovení „Jeho/Její Výsost“ a titul prince či princezny, proto jej nepoužívá ani v oficiálních dokumentech vydaných britskou vládou. Například v jeho rodném listu je uvedeno „Jeho královská výsost princ William Arthur Philip Louis" (anglicky His Royal Highness Prince William Arthur Philip Louis),  pod stejným jménem je uveden i v rodných listech jeho dětí: dcery Charlotte a synů George a Luise; zde i s titulem „vévoda z Cambridge“ (anglicky Duke of Cambridge). Výjimkou byl například soudní spor s časopisem Closer před francouzským soudem, kde byli William a jeho manželka označováni jako „pan a paní Mountbattenovi-Windsorovi“ (francouzsky Monsieur et Madame Mountbatten-Windsor). V průběhu studia a vojenské kariéry používal příjmení Wales, odvozené od titulu princ z Walesu, který v té době užíval jeho otec. Například v roce 2013 v době služby u RAF byl označován jako „letový poručík William Wales“ (anglicky Flight Lieutenant William Wales).

## Předkové
Z otcovy strany je William členem rodu Glücksburgů, kadetské pobočky rodu Oldenburgů, jednoho z nejstarších evropských královských rodů. Williamova babička z otcovy strany, královna Alžběta II., vydala dne 8. února 1960 královský patent, ve kterém prohlásila, že jeho otec je členem Windsorské dynastie.
Ze strany otce je spřízněn s většinou královských rodin v Evropě a ze strany jeho matky je spřízněn se Spencerovými.
|                         |                                            |  |                                   |                                        |  |  |  |  |  |  |  | Jiří I. Řecký |
|                         |                                            |  |                                   |                                        |  |  |  |  |  |  |  |               |
|                         | Princ Ondřej Řecký a Dánský                |  |                                   |                                        |  |  |  |  |  |  |  |               |
|                         |                                            |  |                                   |                                        |  |  |  |  |  |  |  |               |
|                         |                                            |  |                                   | Olga Konstantinovna Ruská              |  |  |  |  |  |  |  |               |
|                         |                                            |  |                                   |                                        |  |  |  |  |  |  |  |               |
|                         | Princ Philip, vévoda z Edinburghu          |  |                                   |                                        |  |  |  |  |  |  |  |               |
|                         |                                            |  |                                   |                                        |  |  |  |  |  |  |  |               |
|                         |                                            |  |                                   | Louis Battenberg                       |  |  |  |  |  |  |  |               |
|                         |                                            |  |                                   |                                        |  |  |  |  |  |  |  |               |
|                         | Princezna Alice z Battenbergu              |  |                                   |                                        |  |  |  |  |  |  |  |               |
|                         |                                            |  |                                   |                                        |  |  |  |  |  |  |  |               |
|                         |                                            |  |                                   | Viktorie Hesensko-Darmstadtská         |  |  |  |  |  |  |  |               |
|                         |                                            |  |                                   |                                        |  |  |  |  |  |  |  |               |
|                         | Král Spojeného království, Karel III.      |  |                                   |                                        |  |  |  |  |  |  |  |               |
|                         |                                            |  |                                   |                                        |  |  |  |  |  |  |  |               |
|                         |                                            |  |                                   | Jiří V.                                |  |  |  |  |  |  |  |               |
|                         |                                            |  |                                   |                                        |  |  |  |  |  |  |  |               |
|                         | Král Spojeného království, Jiří VI.        |  |                                   |                                        |  |  |  |  |  |  |  |               |
|                         |                                            |  |                                   |                                        |  |  |  |  |  |  |  |               |
|                         |                                            |  |                                   | Marie z Tecku                          |  |  |  |  |  |  |  |               |
|                         |                                            |  |                                   |                                        |  |  |  |  |  |  |  |               |
|                         | Královna Spojeného království, Alžběta II. |  |                                   |                                        |  |  |  |  |  |  |  |               |
|                         |                                            |  |                                   |                                        |  |  |  |  |  |  |  |               |
|                         |                                            |  |                                   | Claude Bowes-Lyon                      |  |  |  |  |  |  |  |               |
|                         |                                            |  |                                   |                                        |  |  |  |  |  |  |  |               |
|                         | Lady Elizabeth Bowes-Lyon                  |  |                                   |                                        |  |  |  |  |  |  |  |               |
|                         |                                            |  |                                   |                                        |  |  |  |  |  |  |  |               |
|                         |                                            |  |                                   | Cecilia Nina Cavendish-Bentinck        |  |  |  |  |  |  |  |               |
|                         |                                            |  |                                   |                                        |  |  |  |  |  |  |  |               |
| William, princ z Walesu |                                            |  |                                   |                                        |  |  |  |  |  |  |  |               |
|                         |                                            |  |                                   |                                        |  |  |  |  |  |  |  |               |
|                         |                                            |  | Charles Spencer, 6th Earl Spencer |                                        |  |  |  |  |  |  |  |               |
|                         |                                            |  |                                   |                                        |  |  |  |  |  |  |  |               |
|                         | Albert Spencer, 7. hrabě Spencer           |  |                                   |                                        |  |  |  |  |  |  |  |               |
|                         |                                            |  |                                   |                                        |  |  |  |  |  |  |  |               |
|                         |                                            |  |                                   | Margaret Baring                        |  |  |  |  |  |  |  |               |
|                         |                                            |  |                                   |                                        |  |  |  |  |  |  |  |               |
|                         | John Spencer, 8. hrabě Spencer             |  |                                   |                                        |  |  |  |  |  |  |  |               |
|                         |                                            |  |                                   |                                        |  |  |  |  |  |  |  |               |
|                         |                                            |  |                                   | James Hamilton, 3rd Duke of Abercorn   |  |  |  |  |  |  |  |               |
|                         |                                            |  |                                   |                                        |  |  |  |  |  |  |  |               |
|                         | Lady Cyntia Hamilton                       |  |                                   |                                        |  |  |  |  |  |  |  |               |
|                         |                                            |  |                                   |                                        |  |  |  |  |  |  |  |               |
|                         |                                            |  |                                   | Rosalind Hamilton, Duchess of Abercorn |  |  |  |  |  |  |  |               |
|                         |                                            |  |                                   |                                        |  |  |  |  |  |  |  |               |
|                         | Lady Diana Spencer                         |  |                                   |                                        |  |  |  |  |  |  |  |               |
|                         |                                            |  |                                   |                                        |  |  |  |  |  |  |  |               |
|                         |                                            |  |                                   | James Roche, 3rd Baron Fermoy          |  |  |  |  |  |  |  |               |
|                         |                                            |  |                                   |                                        |  |  |  |  |  |  |  |               |
|                         | Maurice Roche, 4. baron Fermoy             |  |                                   |                                        |  |  |  |  |  |  |  |               |
|                         |                                            |  |                                   |                                        |  |  |  |  |  |  |  |               |
|                         |                                            |  |                                   | Frances Ellen Work                     |  |  |  |  |  |  |  |               |
|                         |                                            |  |                                   |                                        |  |  |  |  |  |  |  |               |
|                         | Ctihodná Frances Roche                     |  |                                   |                                        |  |  |  |  |  |  |  |               |
|                         |                                            |  |                                   |                                        |  |  |  |  |  |  |  |               |
|                         |                                            |  |                                   | William Gill                           |  |  |  |  |  |  |  |               |
|                         |                                            |  |                                   |                                        |  |  |  |  |  |  |  |               |
|                         | Ruth Gill                                  |  |                                   |                                        |  |  |  |  |  |  |  |               |
|                         |                                            |  |                                   |                                        |  |  |  |  |  |  |  |               |
|                         |                                            |  |                                   | Ruth Littlejohn                        |  |  |  |  |  |  |  |               |
|                         |                                            |  |                                   |                                        |  |  |  |  |  |  |  |               |